# Limia perugiae
Limia perugiae là một loài cá thuộc họ Cá khổng tước, sống chủ yếu trên đảo Hispaniola thuộc vùng Caribe. Đây là một trong những loài phổ biến nhất trong chi Limia, có thể sống trong nhiều môi trường nước khác nhau từ nước ngọt đến hồ siêu mặn. Khác với hầu hết các loài trong chi Limia, L. perugiae ăn tạp. Con đực thường có màu sắc sặc sỡ, trong khi con cái sinh con trực tiếp.

## Phân loại
L. perugiae được Barton Warren Evermann và Howard Walton Clark mô tả lần đầu năm 1906 với tên ban đầu là Platypoecilus perugiae. Họ tìm thấy loài này ở một con suối nhỏ thuộc dãy núi San Francisco của Cộng hòa Dominica. Tên perugiae được đặt để vinh danh nhà ngư học người Ý Albert Perugia vì những đóng góp của ông trong nghiên cứu cá vùng Tây Ấn.

## Mô tả
Các quần thể L. perugiae sống ở những vùng nước siêu mặn như Lago Enriquillo, Laguna de Oviedo và Las Salinas thường có kích thước nhỏ hơn, ít màu sắc hơn và đầu lớn hơn so với các cá thể sống ở vùng nước ngọt gần đó. Cá đực ở nước ngọt thường phát triển các đặc điểm giới tính phụ rõ ràng hơn, như thân hình rộng và vây dài. Trong khi đó, cá đực ở vùng nước siêu mặn lại có thân hình thon gọn và trông giống cá con hơn.
Cá đực L. perugiae có kích thước đa dạng, khi trưởng thành dài từ 20 mm đến 60 mm, và được chia thành ba loại: lớn, trung bình và nhỏ. Cá cái không có sự khác biệt này và thường dài khoảng 40 mm khi trưởng thành. Khi cá đạt đến tuổi sinh sản, quá trình phát triển sẽ chậm lại, điều này phụ thuộc vào yếu tố di truyền và môi trường. Ở những cá đực đầu đàn, màu xanh trên thân càng nổi bật khi tương phản với vây đuôi vàng viền đen và vây lưng màu đen. Màu sắc của chúng càng đậm khi vị thế càng cao.

## Phân bố và môi trường sống
L. perugiae là loài cá đặc hữu ở vùng đông nam đảo Hispaniola trong vùng Caribbean. Đây là loài Limia phân bố rộng nhất trên đảo và cũng là một trong những loài Limia phổ biến và thích nghi tốt nhất. Loài cá này có thể sống trong nhiều môi trường khác nhau, từ các hệ thống nước ngọt, các hồ và đầm phá ven biển với độ mặn từ trung bình đến siêu mặn; cho đến các suối nước trong, kênh đào nhân tạo ô nhiễm và cả những con lạch bùn lầy.

## Chế độ ăn
Các loài Limia thường ăn mảnh vụn hữu cơ và tảo nhưng những loài phổ biến như L. perugiae và L. zonata có chế độ ăn đa dạng hơn thiên về ăn tạp. L. perugiae cũng tiêu thụ một lượng đáng kể các loài động vật không xương sống trên cạn và dưới nước. Vào mùa mưa loài này mở rộng phạm vi thức ăn. Dù có ruột dài thường liên quan đến các loài ăn thực vật nhưng điều này cho thấy L. perugiae có thể điều chỉnh chế độ ăn để thích nghi với các môi trường sống khác nhau.

## Sinh sản

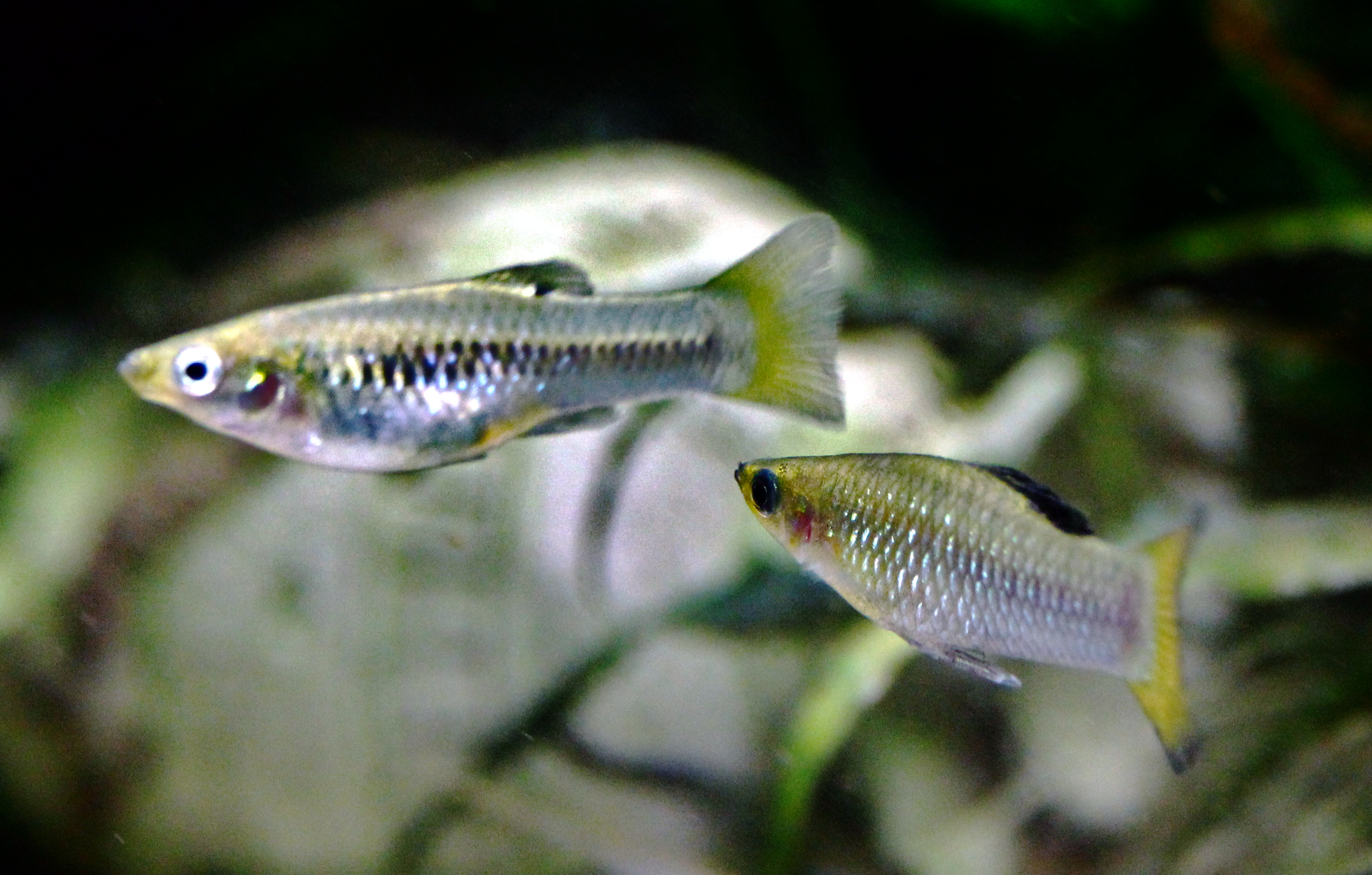
Một con đực tiến gần đến một con cái

Trong quần thể L. perugiae, số lượng cá đực và cá cái thường cân bằng. Cá đực không chiếm giữ lãnh thổ. Những con đực lớn và mạnh thường dành nhiều thời gian để cạnh tranh với các con đực khác và tán tỉnh cá cái, trong khi những con đực nhỏ hơn lại thường cố gắng giao phối nhiều hơn và hành xử lén lút. Khi chọn bạn tình, cá cái không phân biệt giữa những con đực tán tỉnh hay không, mà chỉ quan tâm đến kích thước cơ thể, thường chọn những con đực lớn hơn.
Trong các quần thể nhỏ, những con đực lớn thường sinh sản thành công hơn so với những con đực trung bình và nhỏ. Schartl và cộng sự cho rằng điều này là do sự vượt trội và hành vi tán tỉnh của những con đực lớn. Tuy nhiên, trong các quần thể lớn, những con đực lớn lại ít thành công hơn trong việc sinh sản, và những con đực trung bình mới là những kẻ giao phối hiệu quả nhất. Schartl và cộng sự cho rằng điều này là do những con đực lớn trong quần thể lớn dành quá nhiều thời gian để đấu đá với nhau, thay vì tìm cách giao phối, tạo điều kiện cho những con đực yếu thế hơn dễ dàng tiếp cận cá cái.
L. perugiae là loài cá đẻ con. Giống như các loài cá đẻ con khác, loài này không chăm sóc con non. Chúng sinh ra rất nhiều cá con, nhưng phần lớn trở thành mồi cho động vật săn mồi; chỉ có một số ít sống sót đến khi trưởng thành.